# Равіндер Хатрі
Равіндер Хатрі (англ. Ravinder Khatri; нар. 15 травня 1992, Бод'я, штат Хар'яна) — індійський борець греко-римського стилю, срібний призер Азійських ігор, срібний призер чемпіонату Співдружності, учасник Олімпійських ігор.

## Життєпис
Боротьбою почав займатися з 2006 року. 2008 року став бронзовим призером чемпіонату Азії серед кадетів. 2011 року такого ж результату досяг на чемпіонаті Азії серед юніорів.
Виступав за клуб Спортивного інституту армії. Тренер — Кулдіп Сінгх (з 2006).

## Спортивні результати на міжнародних змаганнях

### Виступи на Олімпіадах
| Змагання                    | Збірна | Вагова категорія                 | Місце |
| --------------------------- | ------ | -------------------------------- | ----- |
| Літні Олімпійські ігри 2016 | Індія  | греко-римська боротьба, до 85 кг | 20    |

### Виступи на Чемпіонатах світу
| Змагання                        | Збірна | Вагова категорія                 | Місце |
| ------------------------------- | ------ | -------------------------------- | ----- |
| Чемпіонат світу з боротьби 2017 | Індія  | греко-римська боротьба, до 85 кг | 32    |

### Виступи на Чемпіонатах Азії
| Змагання                       | Збірна | Вагова категорія                 | Місце |
| ------------------------------ | ------ | -------------------------------- | ----- |
| Чемпіонат Азії з боротьби 2012 | Індія  | греко-римська боротьба, до 74 кг | 8     |

### Виступи на Азійських іграх
| Змагання                        | Збірна | Вагова категорія                 | Місце  |
| ------------------------------- | ------ | -------------------------------- | ------ |
| Азійські ігри в приміщенні 2017 | Індія  | греко-римська боротьба, до 85 кг | Срібло |

### Виступи на Чемпіонатах Співдружності
| Змагання                                | Збірна | Вагова категорія                 | Місце  |
| --------------------------------------- | ------ | -------------------------------- | ------ |
| Чемпіонат Співдружності з боротьби 2016 | Індія  | греко-римська боротьба, до 80 кг | Срібло |

### Виступи на інших змаганнях
| Змагання                                                         | Збірна | Вагова категорія                 | Місце  |
| ---------------------------------------------------------------- | ------ | -------------------------------- | ------ |
| Міжнародний меморіал Дейва Шульца 2012                           | Індія  | греко-римська боротьба, до 74 кг | 4      |
| Олімпійський кваліфікаційний турнір з боротьби 2012 (Астана)     | Індія  | греко-римська боротьба, до 74 кг | 10     |
| Олімпійський кваліфікаційний турнір з боротьби 2012 (Гельсінкі)  | Індія  | греко-римська боротьба, до 74 кг | 30     |
| Всесвітні ігри військовослужбовців 2015                          | Індія  | греко-римська боротьба, до 80 кг | 15     |
| Олімпійський кваліфікаційний турнір з боротьби 2016 (Астана)     | Індія  | греко-римська боротьба, до 85 кг | Бронза |
| Олімпійський кваліфікаційний турнір з боротьби 2016 (Улан-Батор) | Індія  | греко-римська боротьба, до 85 кг | 21     |
| Олімпійський кваліфікаційний турнір з боротьби 2016 (Стамбул)    | Індія  | греко-римська боротьба, до 85 кг | 13     |
| Гран-прі Іспанії з боротьби 2016                                 | Індія  | греко-римська боротьба, до 85 кг | 7      |
| Чемпіонат світу з боротьби серед військовослужбовців 2016        | Індія  | греко-римська боротьба, до 85 кг | 8      |
| Всесвітні ігри військовослужбовців 2019                          | Індія  | греко-римська боротьба, до 87 кг | 13     |

### Виступи на змаганнях молодших вікових груп
| Змагання                                     | Збірна | Вагова категорія                 | Місце  |
| -------------------------------------------- | ------ | -------------------------------- | ------ |
| Чемпіонат Азії з боротьби серед кадетів 2008 | Індія  | греко-римська боротьба, до 69 кг | Бронза |
| Чемпіонат Азії з боротьби серед кадетів 2009 | Індія  | греко-римська боротьба, до 69 кг | 5      |
| Чемпіонат Азії з боротьби серед юніорів 2011 | Індія  | греко-римська боротьба, до 74 кг | Бронза |
| Чемпіонат Азії з боротьби серед юніорів 2012 | Індія  | греко-римська боротьба, до 74 кг | 5      |